# Christina Grimmie
Christina Victoria Grimmie (Marlton, 12 de março de 1994 – Orlando, 10 de junho de 2016) foi uma cantora norte-americana. Começou a cantar e compor com 4 anos de idade. Aos 10 anos, já tocava piano e aos 15 postou o seu primeiro vídeo no YouTube. Em um pouco mais de um ano e meio ela alcançou mais de 500 mil inscritos em seu canal no YouTube. Como pianista e cantora é conhecida por fazer versões das canções de artistas como Taylor Swift, Demi Lovato, Miley Cyrus, Selena Gomez, Christina Aguilera, Paramore, Lady GaGa e Justin Bieber. Lançou seu EP de estreia, Find Me, com material próprio, em junho de 2011. Em 2014, participou da sexta temporada do The Voice americano, no time do cantor Adam Levine, ficando na terceira colocação. Era conhecida no YouTube como Zeldaxlove64.

## Carreira

### YouTube
Grimmie era mais conhecida por seu vídeo com Sam Tsui, cover de "Just a Dream" de Nelly, que contém mais de 165 milhões de visualizações. Em junho de 2011, Christina já contava com mais de 165 milhões de visualizações no seu canal, o que a fez o sétimo músico mais seguido do YouTube de todos os tempos, naquele momento. Ela também participou do top 5 da competição MyYoutube, junto com Selena Gomez, Rihanna, Nicki Minaj e Justin Bieber.

### Parcerias
Grimmie se apresentou no concerto de caridade da UNICEF, e também realizou backing vocals para Selena Gomez & the Scene, e foi pela primeira vez ao Digitour em 2011, um evento realizado especialmente para artistas do YouTube. Ela apareceu na Billboard Social 50 e também abriu show para Selena Gomez & The Scene, Allstar Weekend e para os Jonas Brothers durante o Concert of Hope. Ela esteve em turnê com Selena Gomez & the Scene a partir de 28 de julho de 2011. Representada por David Zedeck e Andrew Simon da CAA (Creative Artist Agency); Christina participou do programa "So Random" da Disney e alcançou o número de 15 mil de estudantes na campanha Milk Rocks. Ela lançou um EP, intitulado Find Me, em 14 de junho de 2011. Seu primeiro single, "Advice", foi lançado na Rádio Disney em 11 de junho. No dia 14 de novembro de 2013, a canção "With Love" de seu álbum foi tema do sétimo episódio da quinta temporada da série "The Vampire Diaries"  sendo reproduzida no momento em que a personagem "Bonnie Beneth" consegue voltar para o mundo dos vivos. Em 2014, entrou na sexta temporada do The Voice americano no time do cantor Adam Levine.

### The Voice
No dia 24 de fevereiro de 2014, a sua audição às cegas (em inglês, blind audition) foi ao ar nos Estados Unidos. Grimmie cantou a canção "Wrecking Ball", de Miley Cyrus, onde todos os quatro técnicos viraram as cadeiras, Blake Shelton, Usher, Shakira, e Adam Levine, o qual escolheu. Grimmie venceu suas duas batalhas e chegou à fase ao vivo do show como uma favorita do público. No Top 10 e Top 8 alcançou o Top 10 de vendas no iTunes com as canções Hold On, We're Going Home e How To Love, respectivamente. No Top 5 ficou entre os 3 menos votados e avançou para as finais após ser resgatada pelo Twitter em uma votação de 5 minutos. Christina terminou o programa na terceira colocação, atrás de Jake Worthington e do vencedor Josh Kaufman.

#### Performances e resultados
– A versão em estúdio da apresentação de Christina alcançou o Top 10 de vendas no iTunes e seus votos foram multiplicados por 10
| Episódio       | Canção                                           | Artista original | Ordem | Resultado                                                                |
| -------------- | ------------------------------------------------ | ---------------- | ----- | ------------------------------------------------------------------------ |
| Blind Audition | "Wrecking Ball"                                  | Miley Cyrus      | 1.1   | Blake, Usher, Shakira e Adam viraram. Escolheu Adam Levine como técnico. |
| Battle Round   | "I Knew You Were Trouble" (vs. Joshua Howard)    | Taylor Swift     | 4.4   | Salva pelo técnico                                                       |
| Battle Round 2 | "Counting Stars" (vs. Sam Behymer )              | OneRepublic      | 1.3   | Salva pelo técnico                                                       |
| Playoffs       | "I Won't Give Up"                                | Jason Mraz       | 2.10  | Salva pelo público                                                       |
| Top 12         | "Dark Horse"                                     | Katy Perry       | 6     | Salva pelo público                                                       |
| Top 10         | "Hold On, We're Going Home"                      | Drake            | 5     | Salva pelo público                                                       |
| Top 8          | "How To Love"                                    | Lil' Wayne       | 8     | Salva pelo público                                                       |
| Top 5          | "Hide and Seek"                                  | Imogen Heap      | 5     | Três menos votados                                                       |
| Top 5          | "Some Nights"                                    | Fun.             | 9     | Três menos votados                                                       |
| Instant Save   | "Apologize"                                      | OneRepublic      | 3     | Salva pelos usuários do Twitter                                          |
| Top 3          | "Wrecking Ball"                                  | Miley Cyrus      | 1     | Terceira colocada                                                        |
| Top 3          | "Somebody That I Used to Know" (com Adam Levine) | Gotye            | 5     | Terceira colocada                                                        |
| Top 3          | "Can't Help Falling In Love"                     | Elvis Presley    | 8     | Terceira colocada                                                        |

## Morte
Em 10 de junho de 2016, Christina Grimmie apresentou-se com a banda de pop/punk Before You Exit, no Plaza Live Theater, em Orlando, Flórida, e concedia autógrafos após o espetáculo quando foi baleada por Kevin James Loibl, que tinha 27 anos e portava 2 revólveres e uma faca de caça. Kevin em seguida se suicidou. Christina foi socorrida de imediato no Orlando Regional Medical Center, mas morreu na madrugada do dia 11 de junho. Segundo amigos próximos do atirador, ele nutria um amor doentio pela cantora a ponto de até ter mudado a aparência para tentar conquistá-la. E o que levou ele a matá-la foi ter tido uma crise de ciúme após Christina publicar em seu Instagram pessoal uma foto com seu namorado e produtor Stephen Rezza. No dia do crime Kevin teria visto uma publicação de Christina em que ela divulgava o local de seu show e então foi ao local já pensando em matar a cantora.
Nas redes sociais, artistas como Christina Aguilera, Selena Gomez, Adam Levine e Demi Lovato desejaram força a Christina, ainda antes da trágica notícia de seu falecimento, e força a sua família, a seus amigos e a seus fãs.
A sargento da polícia municipal de Orlando, Wanda Miglio, disse também que o irmão de Christina foi um herói, pois se ele não tivesse detido o autor dos tiros, mais alguém poderia ter se ferido. A notícia do tiroteio rapidamente se espalhou nas redes sociais e deu origem à hashtag #PrayForChristina que em português #RezeParaChristina.